# Jay Moloney
James David "Jay" Moloney (Malibú, 14 de noviembre de 1964-Los Ángeles, 16 de noviembre de 1999) fue un agente de talentos estadounidense de Hollywood . Moloney fue uno de los principales agentes de la Creative Artists Agency (CAA) y protegido del fundador de CAA, Michael Ovitz. Se suicidó a los 35 años.

## Primeros años y educación
Moloney creció en el sur de California, pero se mudó a Newport, Oregón con su madre a los 14 años. Su padre, Jim Moloney, era un guionista de Hollywood que murió en 1994. Era de ascendencia irlandesa y judía.

## Carrera
Moloney se unió a Creative Artists Agency (CAA) como pasante en junio de 1983 mientras asistía a la Universidad del Sur de California. Más tarde abandonó la universidad a la edad de 20 años. Rápidamente se convirtió en un protegido de Michael Ovitz, el fundador de CAA. A la edad de 21 años, Moloney era parte de los "Jóvenes Turcos" de CAA, junto con David O'Connor, Kevin Huvane, Richard Lovett y Bryan Lourd, quienes como grupo liderarían CAA después de la partida de Ovitz. En la cima de su carrera, manejó estrellas de Hollywood como Steven Spielberg, Martin Scorsese, David Letterman, Uma Thurman y Leonardo DiCaprio.
Después de que Ovitz dejó CAA por Disney, Moloney fue nombrado director general. Debido a una adicción a la cocaína que comenzó en 1995, Moloney no pudo desempeñar su trabajo y luego se vio obligado a dejar CAA. La caída de su carrera fue documentada en los medios. En 1999, se unió a Paradise Music & Entertainment, pero su contrato fue rescindido debido a sus frecuentes ausencias.

## Vida personal
Se volvió adicto a los analgésicos después de una cirugía a corazón abierto para corregir un defecto congénito.
Moloney era una estrella en ascenso dentro de CAA incluso a una edad temprana y se convirtió en el protegido de Michael Ovitz, el fundador de CAA. Se sintió abandonado cuando Ovitz dejó CAA por Disney. Su problema con las drogas y el alcohol empeoró durante este tiempo, que fue poco después de la muerte de su padre alcohólico, de quien se había distanciado.
Moloney salió con varias actrices, incluidas Jennifer Grey, Sherilyn Fenn y Gina Gershon. Moloney fue descrito por muchos como guapo, encantador y afable.

## Muerte y legado
Se suicidó ahorcándose dos días después de cumplir 35 años el 16 de noviembre de 1999.
Danny Huston interpretó a un personaje inspirado en Moloney en la película Ivans Xtc de Bernard Rose.